# 宮元英光
宮元 英光（みやもと ひでみつ、1992年1月21日 - ）は、日本の俳優、モデル。愛知県出身。血液型B型。身長186cm。体重70kg。現在は俳優を中心に活躍中。White Dream→フリー。

## 来歴
2010年、舞台『キミノカナタ』で舞台俳優としてデビュー。
2011年、東京コレクション（Nocturne#22　2012～2013　A/W collection）、サンシャインブライダルなどモデルとしても活躍。
2012年10月～2015年10月、エンターテイメント集団『HIROZ』のメンバーとして活動。
2016年4月～2017年4月、東京タワーで開催中の東京ワンピースタワーONE PIECE LIVE ATTRACTION2』でトラファルガー・ロー役を演じる。

## 出演

### TV
- RSKイブニング5時 「ヒローズが行く 必殺さぬきの一品」（2012年-2015年、山陽放送）

### 舞台
- キミノカナタ（2010年、千本桜ホール）
- あとは死ぬだけ（2010年、ウッディシアター中目黒）
- ニセノ花（2011年、ウッディシアター中目黒）
- MOMO－TARO（2011年、ウッディシアター中目黒）
- HIROZ Festival vol.1「石川五右衛門」（2014年7月5日・6日、大阪ナレッジシアター)
- まひるのあたたかな一日（2014年、明石スタジオ）
- ゴジのラ（2015年、新宿モリエール/HEPHALL）　- 　主演：ゴジラ 役
- Moon of sea～ロミオとジュリエット～（2015年、座・高円寺2） - 主演：ロミオ役
- 東京ワンピースタワーONE PIECE LIVE ATTRACTION〝2〟（2016年 - 2017年、東京ワンピースタワー） -　トラファルガー・ロー役[1]
- 第2回 東出有貴プロデュース作品【LOST SWORD】（2017年、座・高円寺2） - サイガ 役
- 東京ワンピースタワーONE PIECE LIVE ATTRACTION〝3〟【PHANTM】（2017年 - 、東京ワンピースタワー） - サボ役（映像出演）[2]
- 超！脱獄歌劇『ナンバカ』（2017年9月14日 - 24日、Zeppブルーシアター六本木） - ムサシ役[3]
- 第4回 東出有貴プロデュース作品【FINAL JUDGEMENT】（2018年4月18日 - 22日、座・高円寺2） - 主演：結城龍矢 役
- SWORD ROCKER（2018年6月1日 - 3日、HEP HALL） - クロン 役
- Allen suwaru Lab 第5回公演「サグル。」（2018年8月9日 - 10日、千本桜ホール） - ゲスト
- 第5回 東出有貴プロデュース作品【君の中に眠るVampire】（2018年8月29日 - 31日、座・高円寺2） - 主演：アレン 役
- 絵画回廊（2018年11月14日 - 18日、新宿シアターモリエール） - ヨシトシ・T・カイサイ 役[4]
- タグステ　YOSHITSUNE〜呪われた英雄〜（2018年12月18日 - 27日、新宿シアターモリエール） - 千里 役[5]
- 忍び、恋うつつ（2019年1月18日 - 27日、新宿村LIVE） - 真田幸影 役[6]
- 桃源郷ラビリンス（2019年4月4日 - 14日、なかのZERO大ホール　他） - 卜部季武 役[7][8][9][10]
- 信長の野望・大志 -夢幻- ～本能寺の変～（2019年5月18日 - 26日、戸田市文化会館　他） - 本多忠勝 役[11]
- 第9回 東出有貴プロデュース作品【あの日、共に見た青空の下で】（2019年10月12日 - 14日、新宿STAR FIALD） [台風の影響により10月12日公演中止]
- 東出有貴プロデュース作品【THE GOEMON ～episode 0～】（2019年11月15日 - 17日、HEP HALL） - 榊十兵衛 役
- こどもの一生（2020年2月20日 - 24日、大阪市立芸術創造館、2020年2月28日 - 3月2日、アトリエファンファーレ東池袋）
- 劇団SUTTHINEE第七回公演「あの頂上を目指して」（2020年4月8日 - 4月12日、ザムザ阿佐谷） [新型コロナウイルスの影響により全公演中止]
- 劇団アレン座第六回本公演「秘密基地」（2020年9月16日 - 22日、花まる学習会王子小劇場）[12]

### CD
- evoluzione（2014年3月、HIROZ ミニアルバム）
- 【LOST SWORD】（2017年5月、舞台挿入歌）
- 【FINAL JUDGEMENT】（2018年4月、舞台挿入歌）

### ラジオ
- HIROZの「大切な人と一緒に・・・」（2013年11月29日 - 2015年2月、FM香川)
- 渋谷のラジオの学校（2017年1月16日、渋谷区コミュニティFM) - ゲスト出演[13]
- 渋谷のラジオの学校（2017年5月14日、渋谷区コミュニティFM) - ゲスト出演[14]
- HAPPY STAGE（2018年4月11日、渋谷クロスFM) - ゲスト出演[15]
- Samedi Lips. Door to tomorrow（2018年8月18日、レインボータウンFM） - ゲスト出演[16]
- 木村敦の『イケメンscramble』（2018年10月27日、渋谷クロスFM) - ゲスト出演[17]

### ファッションショー
- 東京コレクション　Nocturne#22　2012～2013　A/W collection（2011年）
- サンシャインブライダル（2011年、サンシャイン池袋）

### イベント
- ≪MIYAMOTOpresens≫〜25Anniversary〜（2017年1月22日、新宿JAM）
- Departure～いつまでも仲間～（2017年4月16日、新宿MARZ）
- 皆んなで宴バスツアー（2017年7月8日 - 9日、伊豆）
- 宮元英光ファンミーティングvol.1（2017年11月26日、パセラリゾーツAKIBAマルチエンターテインメント）
- 宮元英光　26歳生誕祭　バスツアー（2018年1月20日 - 21日、山梨）
- 宮元英光　生誕祭イベント（2018年1月21日、池袋某所）
- 『磯野大　イベントやるってよ』バスツアー（2018年5月19日 - 20日、伊香保温泉）
- TMG主催！新感覚即興芝居インプロイベント『Theatribe　Vol.4』~only musical~（2018年9月23日、高円寺　K－studio）
- KLEE FES番外編！『YOSHITSUNE×芸人＝どうなりますかライブ！？』3部（2018年11月18日、MUSE [ 本館 ] ホール）
- 磯野大バースデーイベント【平成最後の誕生日】（2018年12月14日、武蔵野公会堂）

### MV
- ステレオポニー「小さな魔法」（2010年）

### LIVE
- HIROZ Festival vol.1「evoluzione」（2014年7月5日・6日、大阪ナレッジシアター）
- 【LOST SWORD】　SPECIAL LIVE（2017年5月、高円寺High）
- 【FINAL JUDGEMENT】SPECIAL LIVE（2018年4月23日、吉祥寺 CLUB SEATA）
- 【君の中に眠るVampire】SPECIAL LIVE（2018年9月1日、高円寺HIGH）
- 東出有貴 全国ワンマンLIVEツアー（2018年10月13日、香川 Cross River）
- カウントダウンLIVE（2018年12月31日、新宿グラムシュタイン）
- 【THE GOEMON ～SPECIAL LIVE～】SPECIAL LIVE（2019年11月18日、大阪キャンディライオン）